# Gbolahan Salami
Fuad Gbolahan Salami (Ibadan, 15 aprile 1991) è un calciatore nigeriano, attaccante dell'Al-Nasiriyah.

## Carriera

### Club
Gioca nella massima serie nigeriana dal 2007 al 2015, anno in cui, dopo aver segnato 17 gol nei Warri Wolves, si trasferisce in Serbia alla Stella Rossa in prestito con diritto di riscatto. Nel marzo del 2015 il prestito viene interrotto a causa di problemi economici della squadra serba che non pagava gli stipendi al giocatore, e Salami, dopo aver anche sostenuto un provino con l'Aston Villa ad aprile 2015, torna in patria al Warri Wolves senza aver esordito con la Stella Rossa. Chiude la stagione segnando 17 reti in 34 partite nella massima serie nigeriana (di cui è capocannoniere), che conclude al secondo posto in classifica. Nel febbraio del 2016 si accasa insieme al suo compagno di squadra Azubuike Egwuekwe al KuPS, club della massima serie finlandese, con cui firma un contratto di un anno con opzione per il secondo anno. Esordisce nella massima serie finlandese il 9 aprile, giocando da titolare nella partita persa per 1-0 in casa contro l'Ilves, mentre segna il suo primo gol il successivo 14 aprile, nella sfida casalinga persa per 3-2 contro il Vantaa. Nella sua prima stagione in Finlandia segna complessivamente 14 reti in 31 partite in campionato ed un gol in 2 partite in Coppa di Finlandia; nel 2017 inizia la stagione segnando 6 reti in 6 presenze in Coppa di Finlandia, a cui poi aggiunge 9 reti in 26 presenze in campionato. A fine campionato, nel gennaio del 2018, si trasferisce in Kazakistan all'Ertis, formazione della prima divisione locale, con la quale gioca anche una partita nei turni preliminari di Europa League. In seguito va a giocare in Arabia Saudita, nella seconda divisione locale, prima con il Najran e poi con l'Ohod.

### Nazionale
Nel 2009 ha partecipato al Mondiale Under-20, nel quale ha giocato una partita. Nel 2011 ha partecipato al Campionato africano Under-23, nel quale ha giocato 2 partite. Nel luglio 2010 è stato convocato in nazionale per una partita amichevole contro la Corea del Sud, nella quale è rimasto in panchina. Il 6 dicembre 2013 è stato inserito nella lista dei preconvocati della nazionale nigeriana per la Coppa d'Africa 2014.

## Palmarès

### Individuale
- Capocannoniere del campionato nigeriano: 1

2015 (17 reti)